# Sasa magnonoda
Sasa magnonoda är en gräsart som beskrevs av Tai Hui Wen och G.L.Liao. Sasa magnonoda ingår i släktet sasabambu, och familjen gräs. Inga underarter finns listade i Catalogue of Life.